# Gagnières
Gagnières ist eine französische Gemeinde mit 1095 Einwohnern (Stand 1. Januar 2022) im Département Gard und in der (Region Okzitanien).

## Geografie
Die Gemeinde Gagnières liegt am Fuß der Cevennen im Tal des Flusses Ganière.

## Bevölkerungsentwicklung
| Jahr      | 1962 | 1968 | 1975 | 1982 | 1990 | 1999 | 2008 | 2017 |
| Einwohner | 1125 | 1194 | 1045 | 920  | 878  | 919  | 1080 | 1121 |